# Federmacher

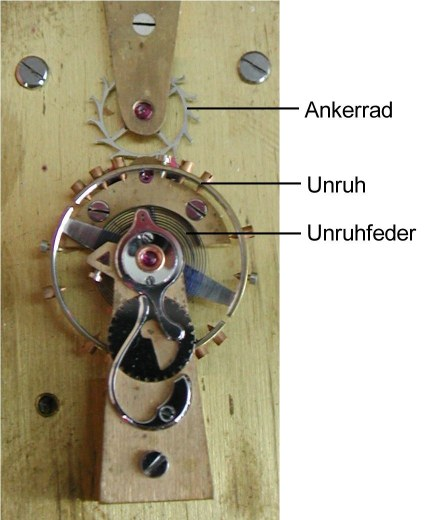
Ankerwerk (Echapement) eines mechanischen Uhrwerks

Der Federmacher stellt Federn aus Stahl oder anderen Metallen her, die in technischen Geräten (Maschinen, Werkzeugen, Fahrzeugen, Uhren usw.) benötigt werden. 
Früher wurden die Federn von Hand gefertigt, beispielsweise in der Uhrenindustrie. Heute bedient der Federmacher Maschinen, die in verschiedenen Arbeitsgängen – Stanzen, Biegen, Rollen, Walzen – die Federn herstellen. Der Federmacher richtet die Maschinen nach Arbeitsunterlagen und Operationsplänen ein, überwacht den Fertigungsprozess und überprüft die Endprodukte. Er stellt einteilige und zusammengesetzte Federn her.
Die beruflichen Voraussetzungen sind in Deutschland ein Hauptschulabschluss, technisches Interesse und handwerkliches Geschick. Die Ausbildungsvorschriften wurden zum 31. Juli 2013 außer Kraft gesetzt und durch den Nachfolgeberuf Fachkraft für Metalltechnik ersetzt.
Ein Federmacher kann sich zum Industriemeister, Mechanikermeister weiterbilden oder eine Fachhochschule besuchen.